# Rosa moschata
Rosa moschata, ook muskusroos genoemd, is een rozensoort, ingedeeld in de sectie Synstylae. De geografische oorsprong van deze roos is onbekend, men neemt aan dat ze als cultuurplant vanuit Perzië naar Klein-Azië, het Midden-Oosten, Noord-Afrika, Zuid-Spanje en het eiland Madeira is verspreid. Ze werd daar hoofdzakelijk voor medische doeleinden (laxeermiddel) gebruikt. In 1596 werd ze naar Engeland ingevoerd. De kleine witte bloemen van R. moschata verspreiden een sterke muskusgeur die van de meeldraden uitgaat. De oude Nederlandse naam voor deze roos was bisamroos (van middeleeuws Latijn bisamum, aantrekkelijke geur). Ze is de stamouder van veel hybriden, bijvoorbeeld van de Noisette-rozen. Sommige van haar nakomelingen lijken op haar en andere hebben kenmerken van haar geërfd (mogelijk de Muskushybriden). Lange tijd was ze niet meer in cultuur en werd ze als uitgestorven beschouwd.
In de jaren 1960 werd haar herontdekking gemeld door de Engelse schrijver en tuinarchitect Graham Stuart Thomas. Ook in de Verenigde Staten (Virginia) werd in de jaren 1980 R. moschata herontdekt. Het is een exemplaar van R. moschata plena (een variëteit van R. moschata) met extra volle bloemen die de naam 'Temple Musk' kreeg. R. moschata werd ooit Rosa moschata minor genoemd om ze te onderscheiden van Rosa moschata major, die nu Rosa brunonii wordt genoemd. R. brunonii is een hoge ramblerroos uit de Himalaya met bloemen die niet, zoals bij R. moschata, in de herfst maar in de vroege zomer bloeien en een vergelijkbare muskusgeur verspreiden. 

## Beschrijving
R. moschata werd voor het eerst beschreven door de Franse natuuronderzoeker Johann Hermann in 1762. In 1768 volgde een beschrijving door de Britse plantkundige Philip Miller in zijn The Gardener's Dictionary. R. moschata is een sterk vertakkende struik die ongeveer 2-3,5 meter hoog wordt en matig tot niet winterhard is. De geveerde bladeren hebben vijf tot zeven ovale, wintergroene blaadjes die ongeveer drie tot vijf centimeter lang zijn en een licht gezaagde rand bezitten. De overvloedig bloeiende bloemen zijn wit en verspreiden een sterke muskusgeur. De diameter van de bloemen is drie tot vijf centimeter. De bloemen hebben vijf kroonbladen, zijn enkelvoudig of dubbel en staan in trossen met vijf tot zeven bloemen. De bloeitijd is in de herfst en duurt tot de eerste nachtvorst. 

## Afbeeldingen

### Variëteiten (selectie)

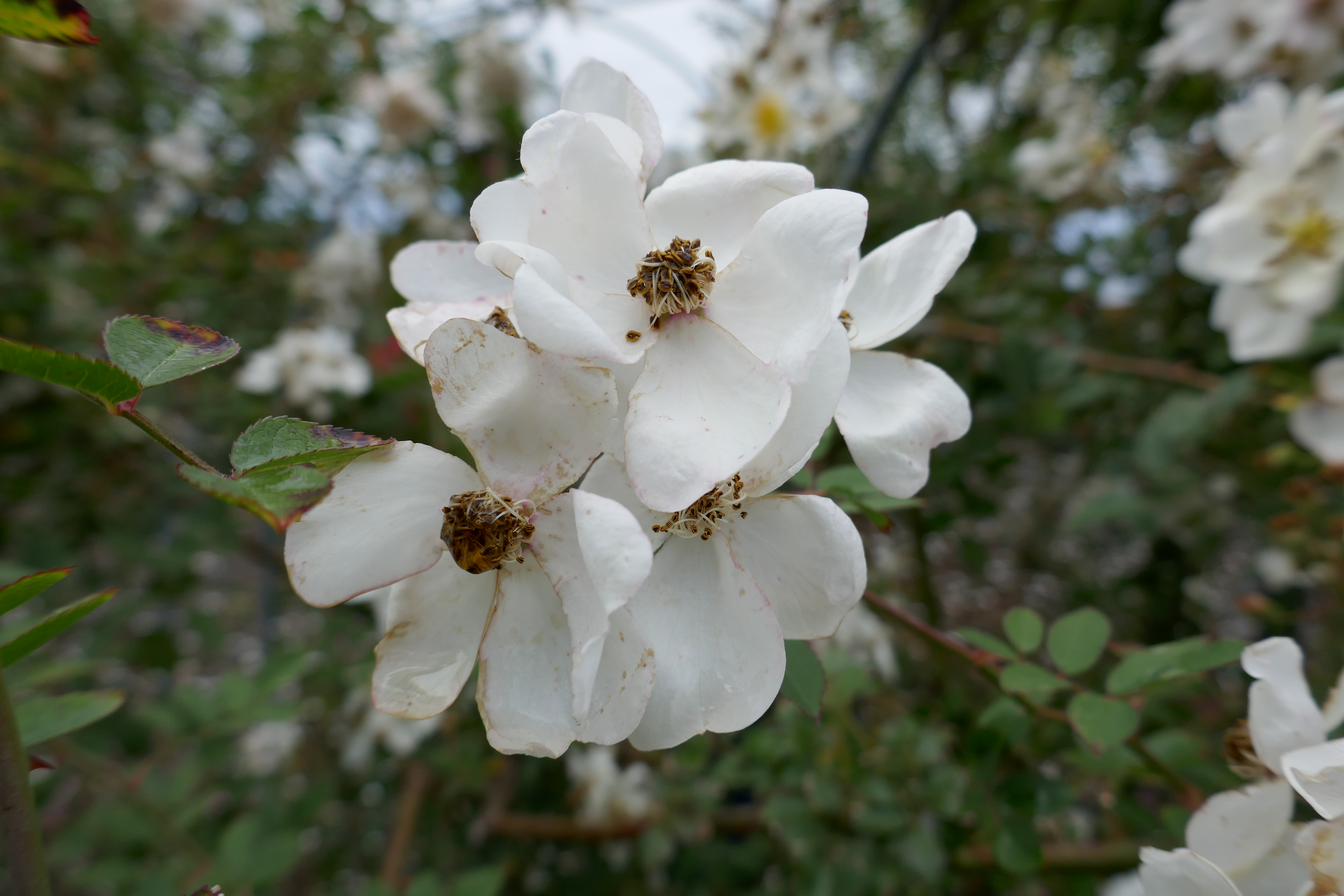
Rosa moschata var. nastarana (bloeivorm enkel)
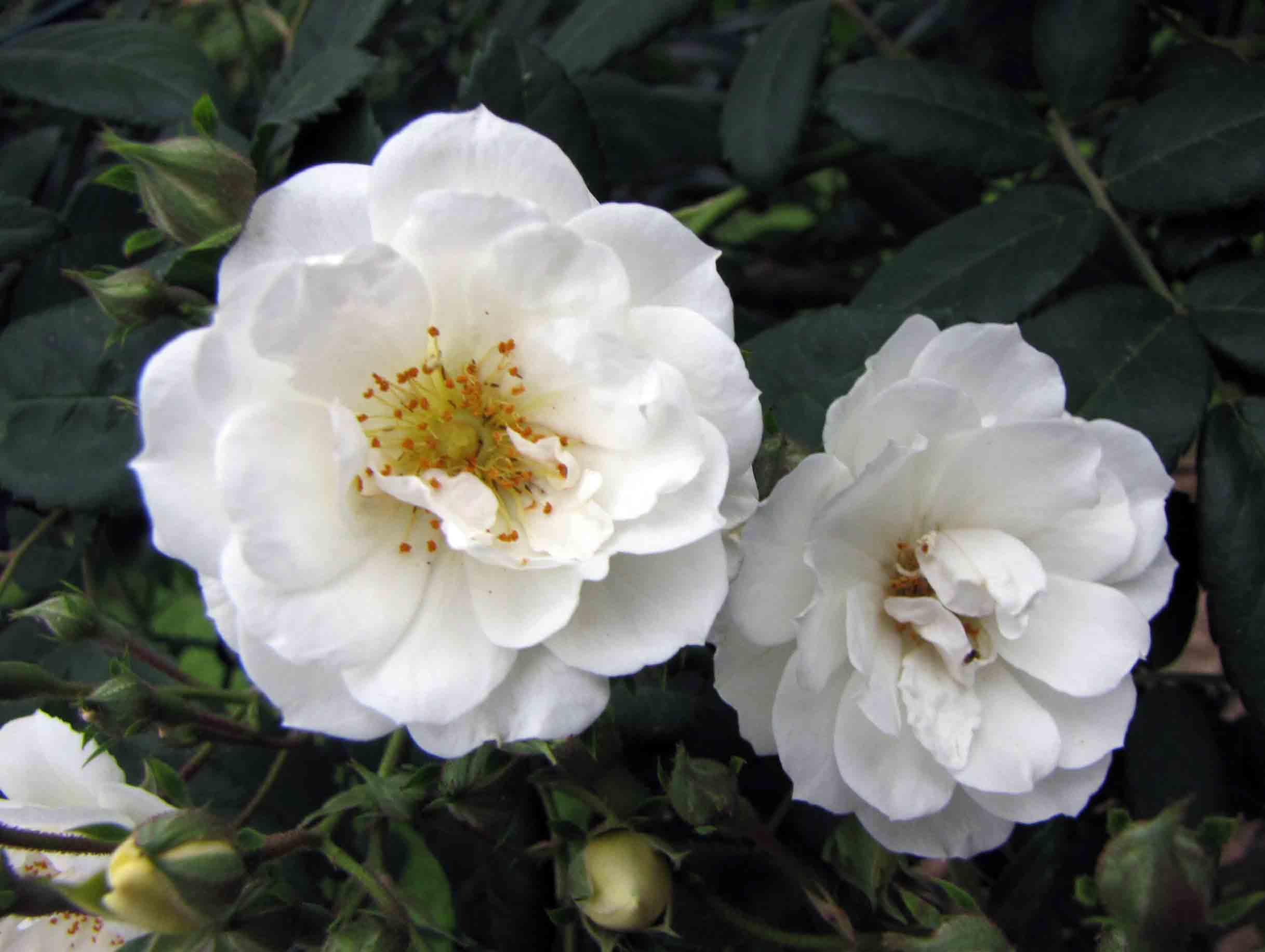
'Nastarana', Pissard 1879 (ontdekt in Perzië, bloeivorm dubbel)

### Hybriden (selectie)

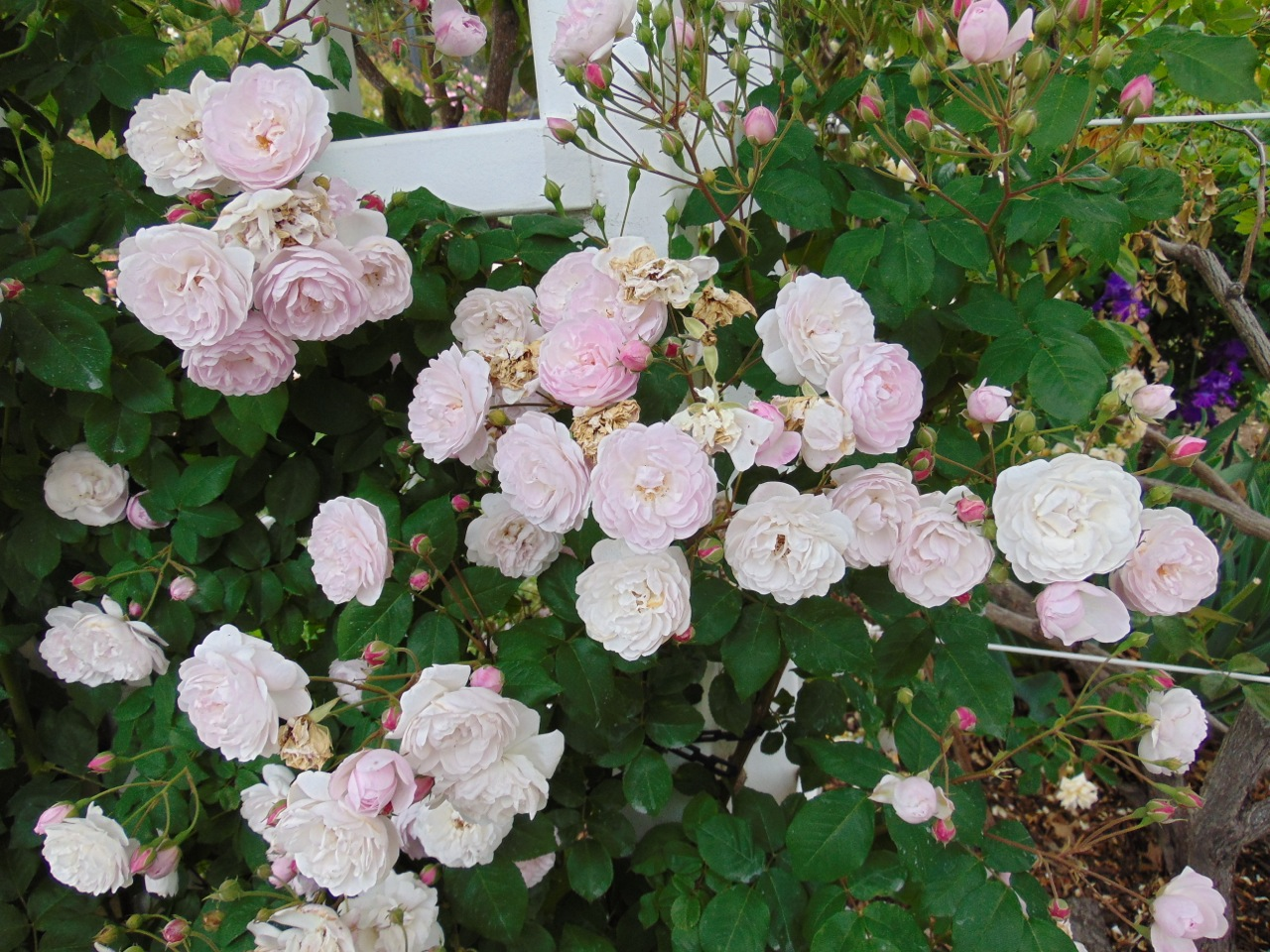
'Champney's Pink Cluster', Champney 1811 (stamouder van de Noisette-rozen)
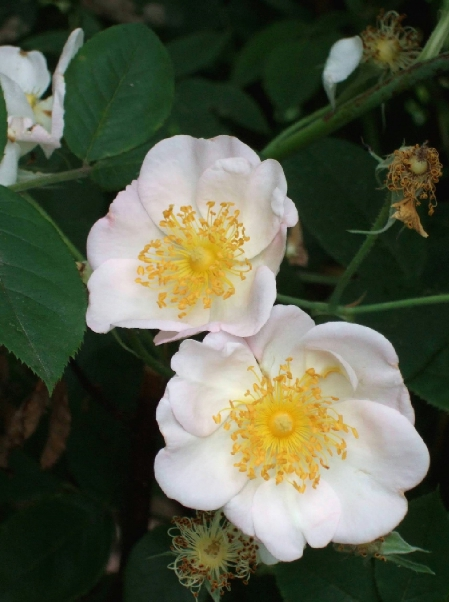
'Dupontii', Dupont 1817
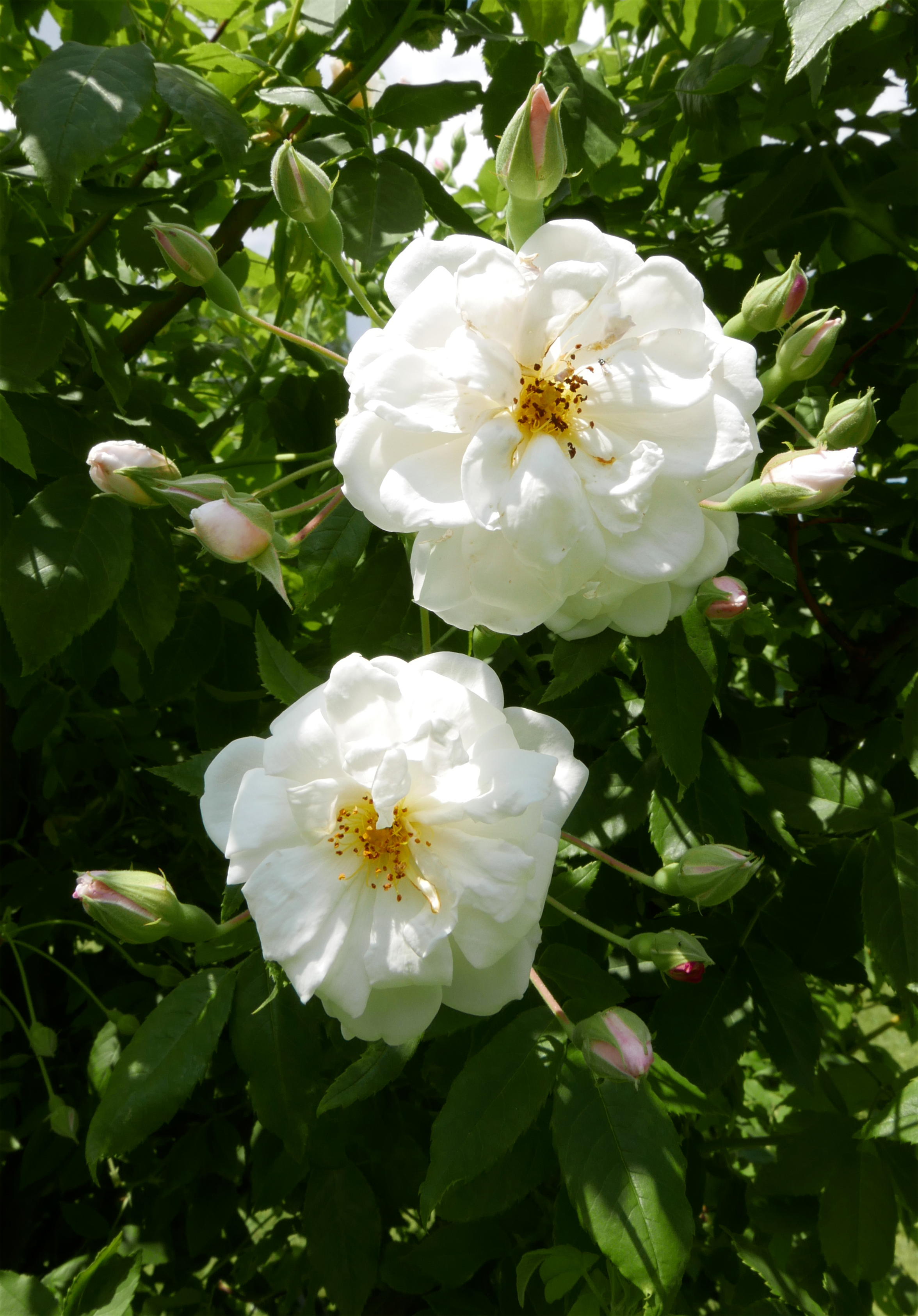
'Princesse de Nassau', Laffay 1828
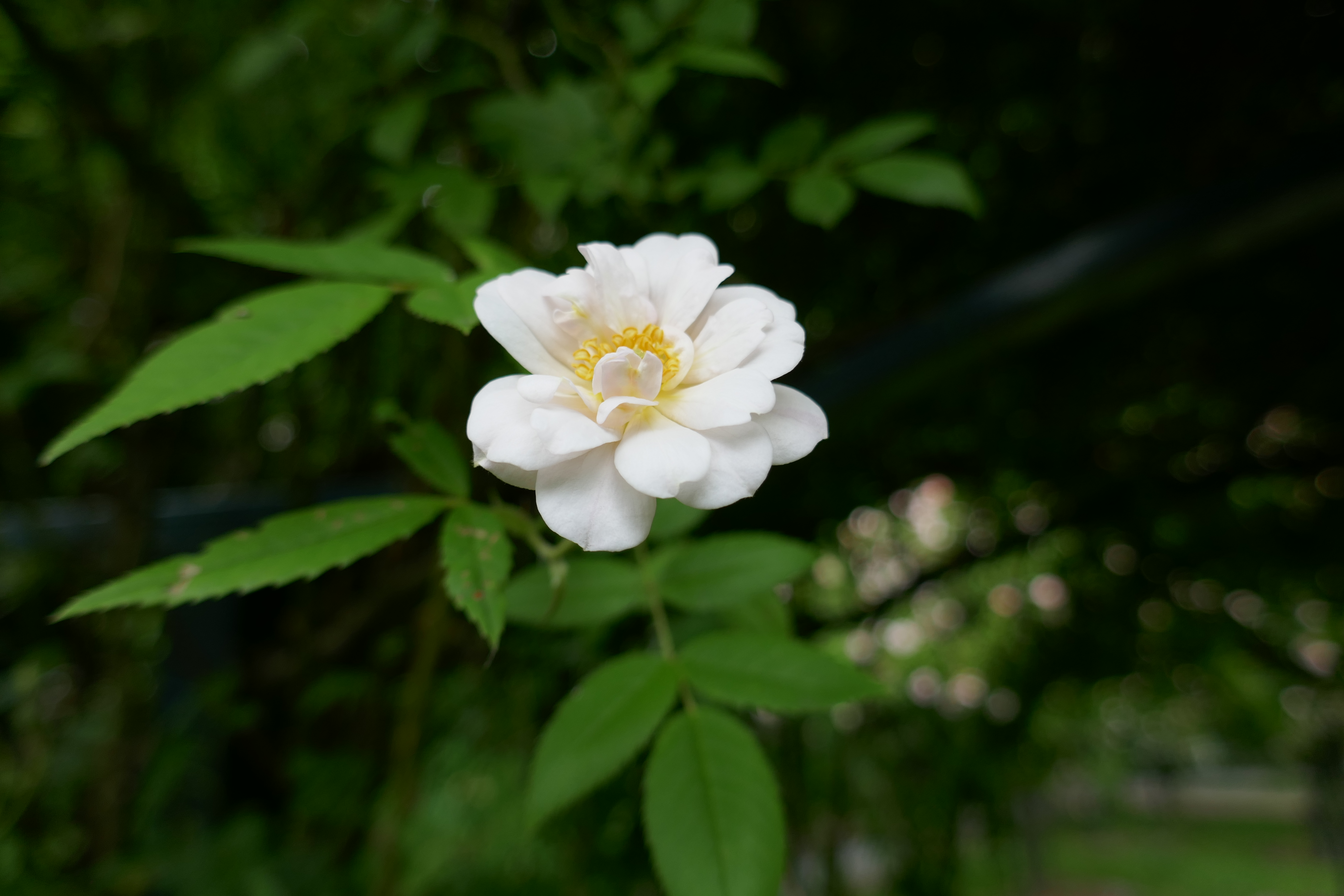
'The Garland', Wells 1835
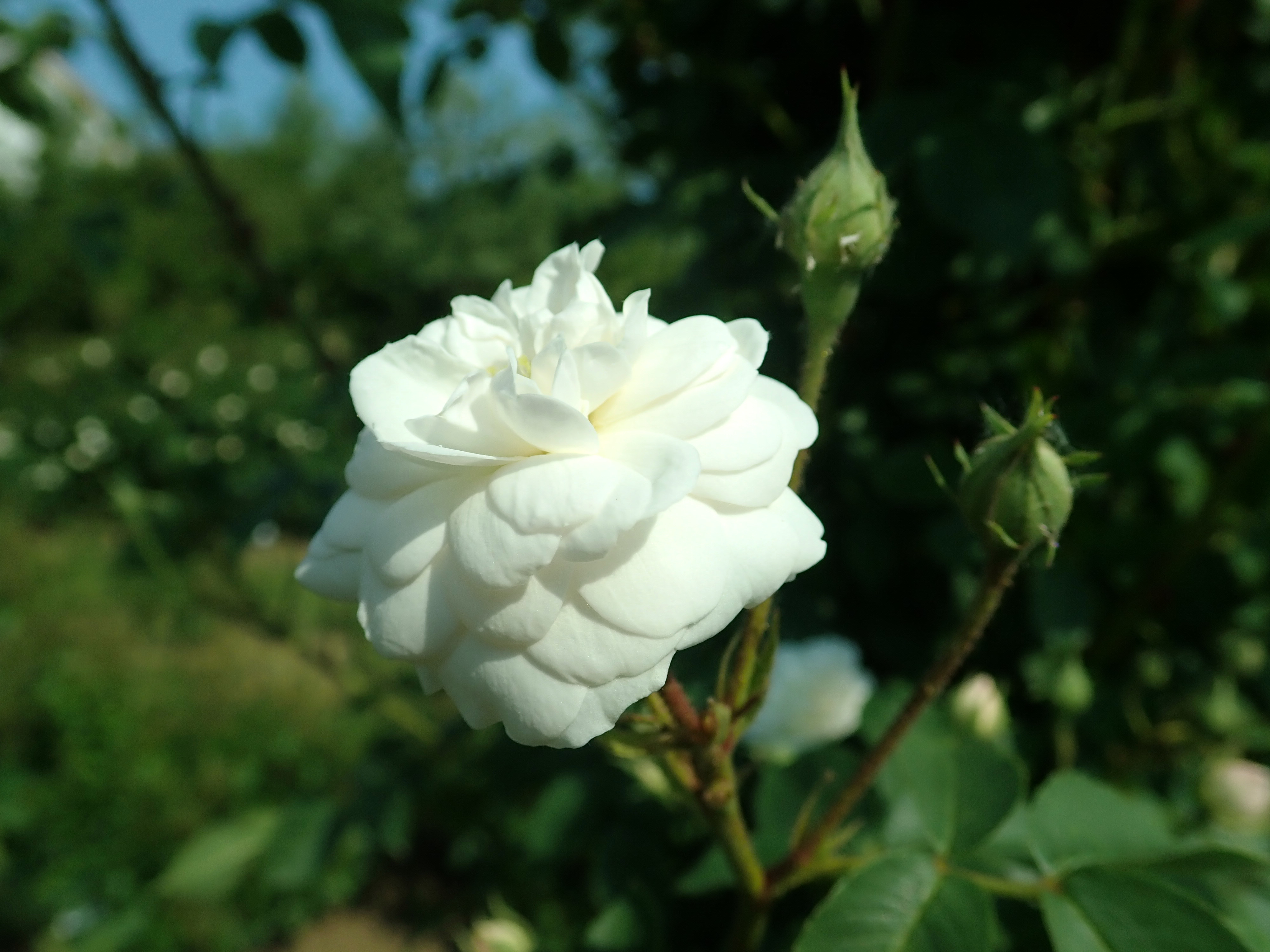
'Madame d'Arblay', Wells 1835
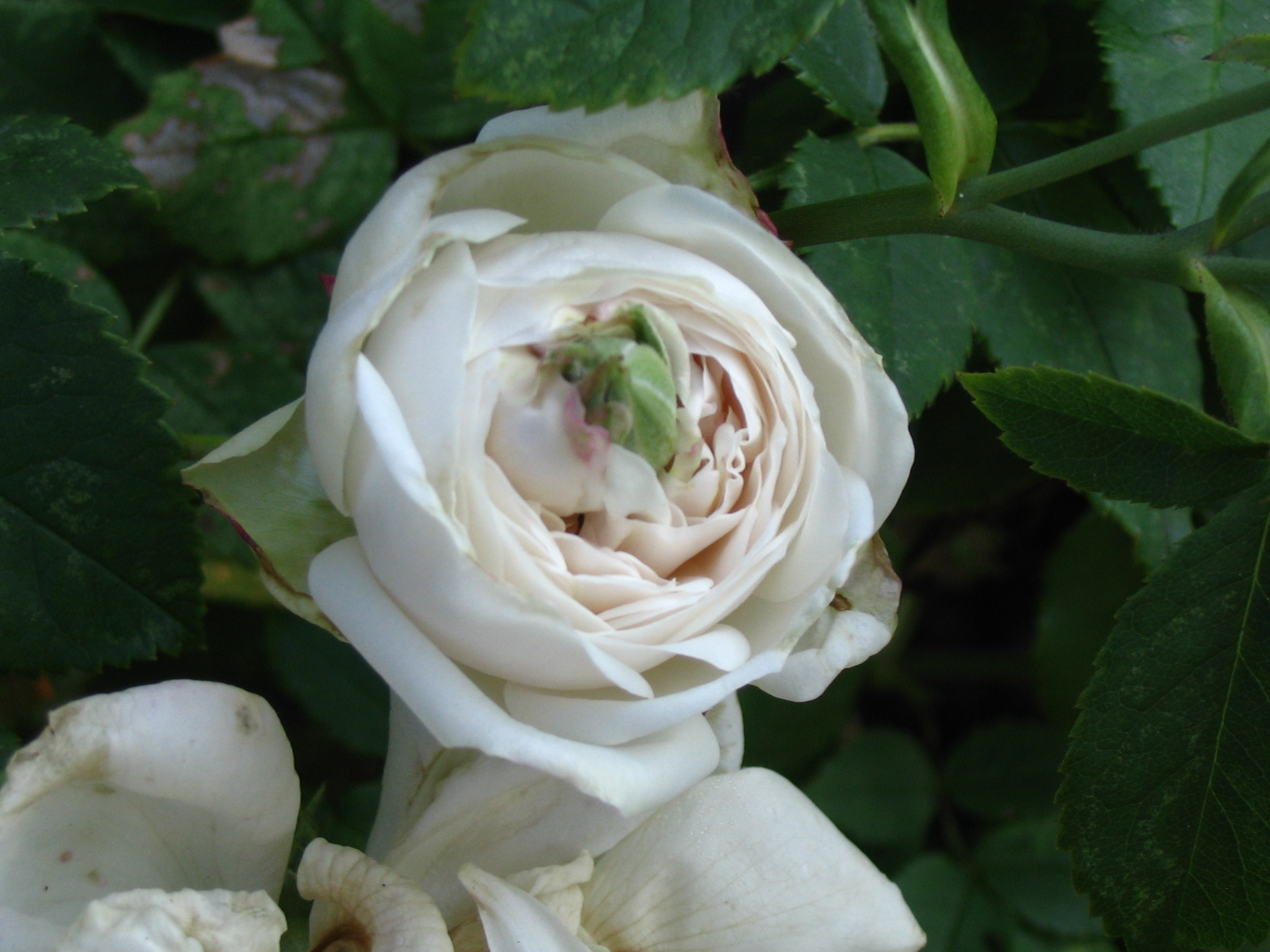
'Madame Plantier', Plantier 1835
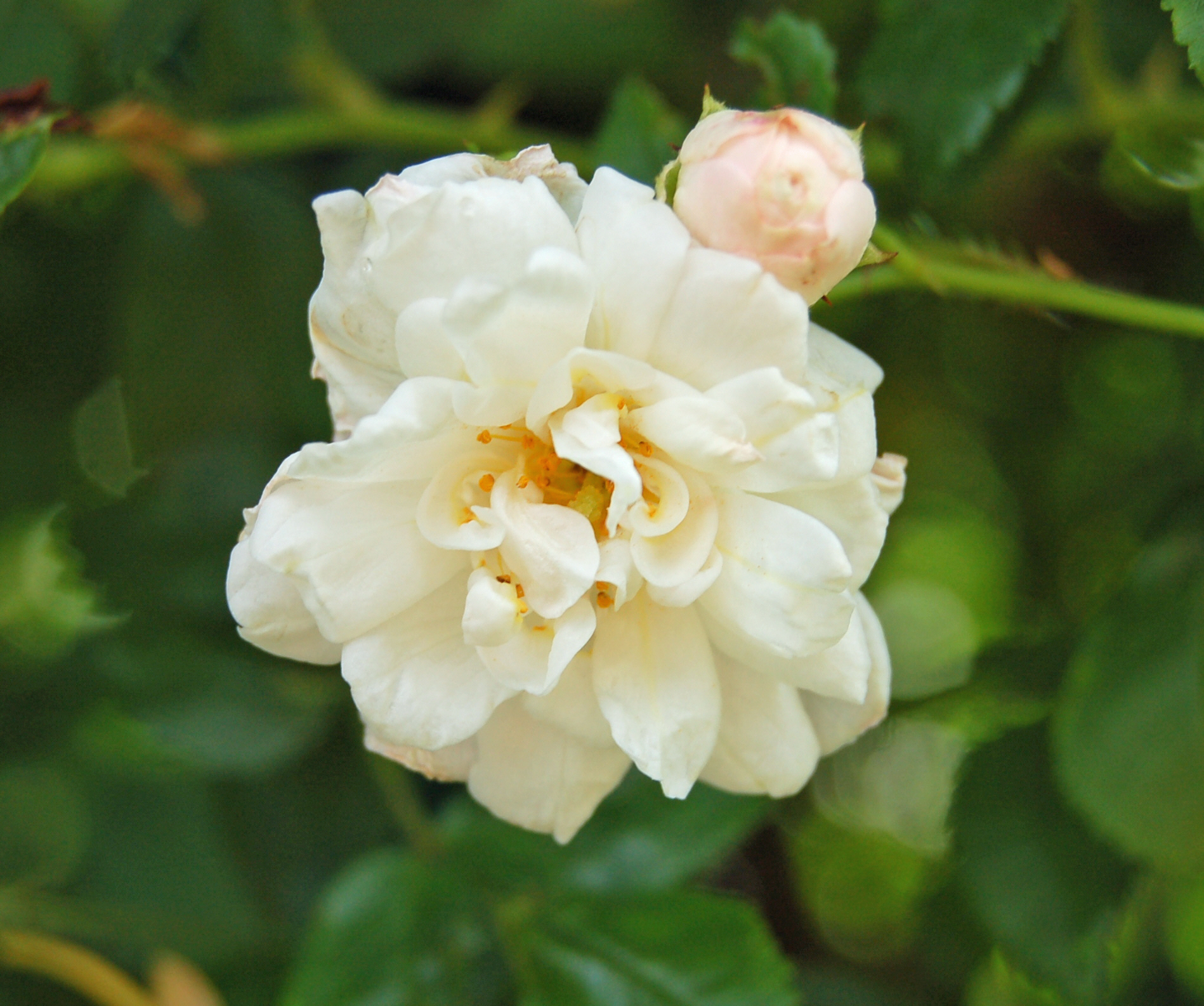
'Brunonii flora plena', G. Paul 1899
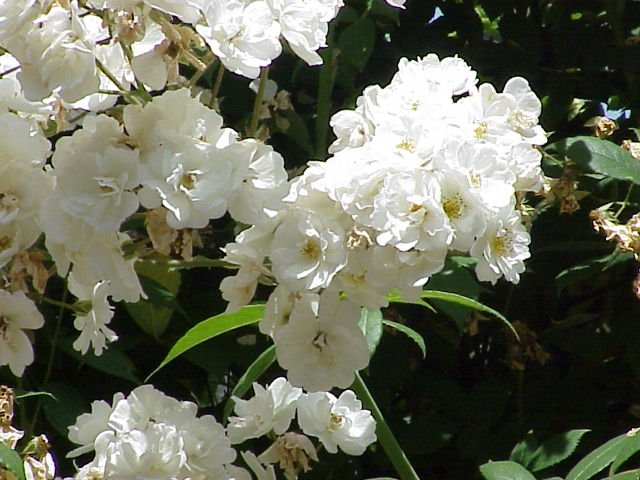
'Rambling Rector', Hill 1901 (ontdekt in Ierland)
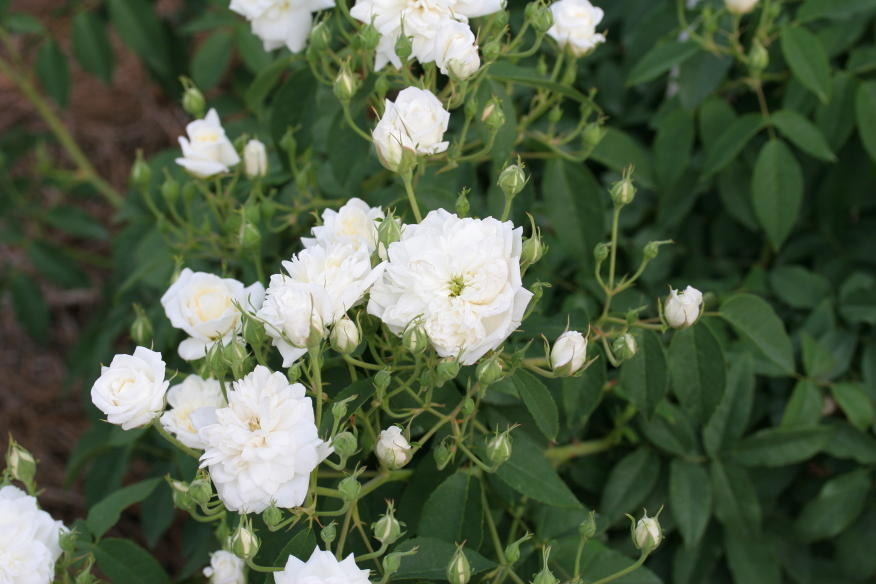
'Temple Musk' (ontdekt in de VS in de jaren 1980)
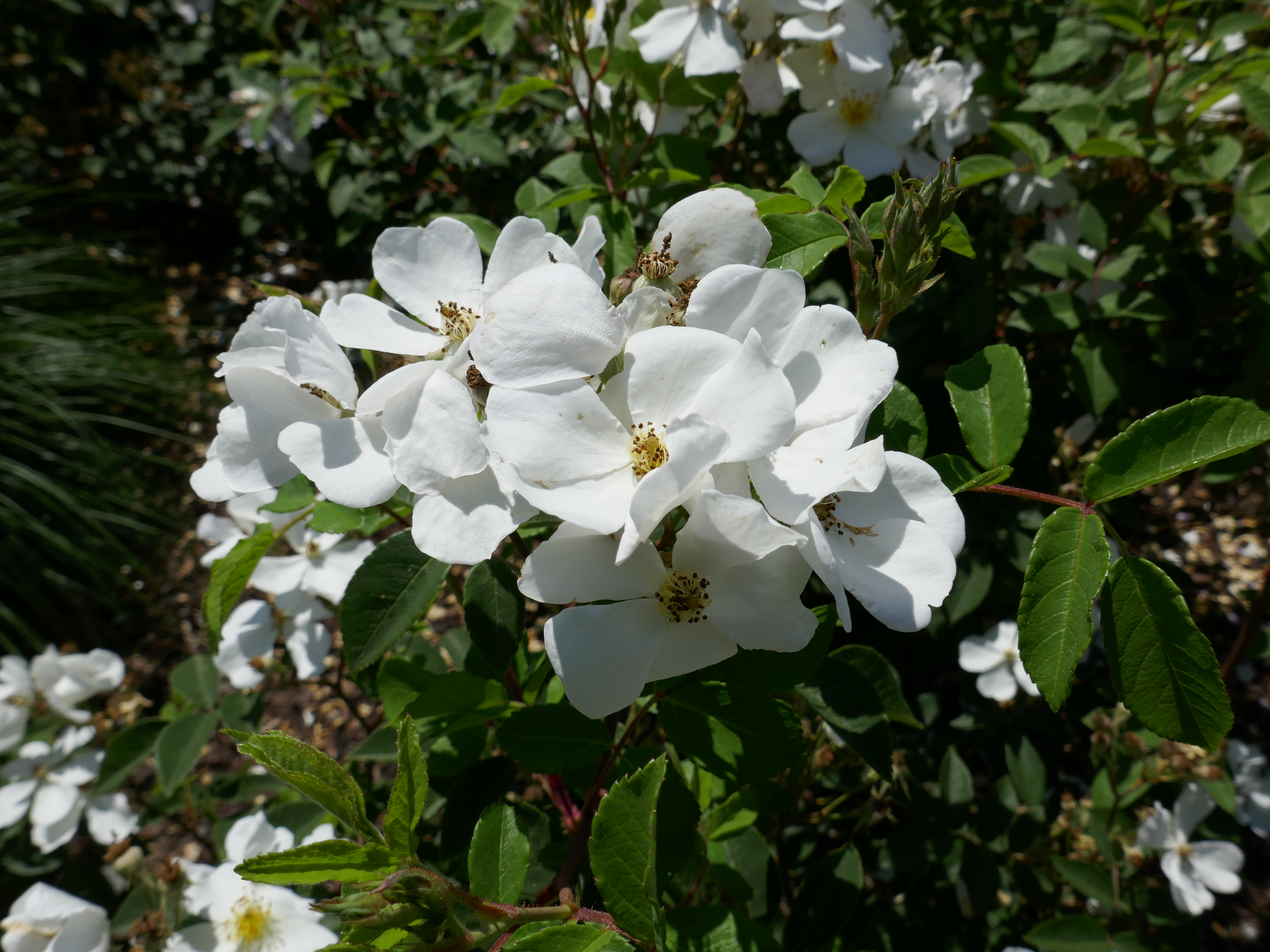
'Musquée Sans Souci', Louette 2001